# Polhemsgymnasiet
För andra betydelser, se Polhemsgymnasiet (olika betydelser).
Polhemsgymnasiet är en gymnasieskola belägen på Lindholmen i Göteborg. På Polhemsgymnasiet finns programmen ekonomi, natur, samhäll samt teknik. Skolan har idag ungefär 1550 elever och 120 anställda. Från och med höstterminen 2023 påbörjade Polhemsgymnasiet en utökning av antalet elevplatser för att läsåret 2025/2026 vara fullt utbyggt och då ha ungefär 1780 elever.

## Utbildningar
- Ekonomiprogrammet
  - Inriktning Ekonomi
  - Inriktning Juridik (från HT-23)
- Naturvetenskapsprogrammet
  - Inriktning Naturvetenskap
  - Inriktning Naturvetenskap och samhälle (från HT-23)
- Samhällsvetenskapsprogrammet
  - Inriktning Samhällsvetenskap
  - Inriktning Beteendevetenskap (från HT-23)
- Teknikprogrammet
  - Inriktning Design och produktutveckling

## Historia
Polhemsgymnasiet har sitt ursprung i Chalmerska slöjdskolan som grundades 1829. 1852 inrättades en förberedande ettårig utbildning på slöjdskolan för att öka elevunderlaget och från 1878 gjordes den till en tvåårig förberedande utbildning. Denna del kom att kallas för "Chalmers lägre" och den andra därmed för "Chalmers högre". 1937 beslutade riksdagen att Chalmers skulle förstatligas och att den högre avdelningen skulle få högskolestatus varvid "Chalmers lägre" omvandlades till Tekniska gymnasiet i Göteborg (TGG). 1962 skapades fyra filialer till Tekniska gymnasiet och från och med höstterminen 1963 omvandlades dessa fyra till ett eget gymnasium som fick namnet "Tekniska gymnasiet II", varför tidigare "Tekniska gymnasiet" fick namnet "Tekniska gymnasiet I". Fram till och med vårterminen 1966 var Tekniska gymnasiet I statligt finansierat men i och med gymnasiereformen 1966 blev skolan kommunal och döptes om till Polhemsgymnasiet, medan Tekniska gymnasiet II omvandlades till Aschebergsgymnasiet.
Mellan 1937 och 1945 fungerade dåvarande rektorn för högskolan Chalmers, Sven Hultin även som rektor för Tekniska gymnasiet. Efter detta tog Olof Sjöstrand över som rektor för gymnasiet.
Tekniska gymnasiet (senare Polhemsgymnasiet) låg fram till och med 1994 på Vasagatan 50 i Göteborg, i de lokaler som nu rymmer Konsthögskolan Valand. 1994 flyttades skolan till Lindholmen på Hisingen, med adressen Diagonalen 4. Skolan har under hela sin verksamhet haft tekniska utbildningar, men fler utbildningar har tillkommit.

## Skoltidning
Tekniska gymnasiet i Göteborg gav under många år på 1930- och 1940-talen och ända in på 1960- talet ut en tidning som hette Fräs, eller Fräsen.